# Kalkere, Malur
Kalkere là một làng thuộc tehsil Malur, huyện Kolar, bang Karnataka, Ấn Độ.